# Keith Wegeman

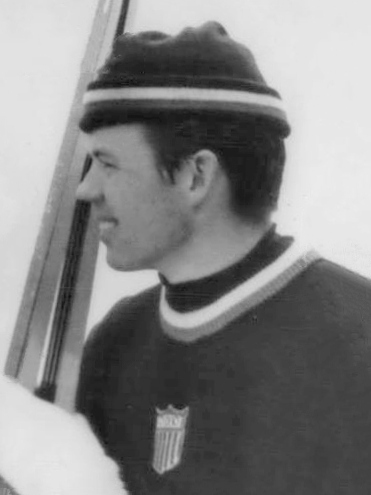
Keith Wegeman (1960)

Keith Richard Wegeman (* 28. August 1929 in Denver; † 22. August 1974 in Mexiko) war ein US-amerikanischer Skispringer.

## Werdegang
Geboren in Denver Colorado begann Wegemann als Sohn des Skilehrers Al Wegemann im Alter von drei Jahren mit dem Skisport. Bis zu seinem zehnten Geburtstag bestritt Wegemann Rennen in den Alpinen sowie den Nordischen Disziplinen. Wegemann wurde Mitglied des Nationalen Skiteams an der University of Denver. Bei der Nordischen Skiweltmeisterschaft 1950 in Lake Placid landete er im Einzelspringen auf der Normalschanze auf dem 24. Platz. Zwei Jahre später gehörte er zum Kader für die Olympischen Winterspiele 1952 in Oslo. Dort sprang er von der Normalschanze auf 62,5 und 61,5 Meter und erreichte damit punktgleich mit dem Finnen Olavi Kuronen den 12. Platz.
Bei der Nordischen Skiweltmeisterschaft 1954 in Falun sprang Wegemann auf 73 und 75 Meter und lag damit am Ende des Wettbewerbs punktgleich mit Art Devlin und Olavi Kuronen auf Rang 13.
Nach seiner aktiven Karriere wurde er Skilehrer. Bei den Olympischen Winterspielen 1960 in Squaw Valley war er als technischer Berater aktiv. Wenig später zog Wegemann nach Los Angeles, um dort einen Job beim Fernsehen zu übernehmen. Er führte als Moderator durch die Sendung Ski Tips. Zudem war er in der Serie Route 66 in einer Folge als Skifahrer zu sehen.
Nachdem er 1974 gestorben war, wurde er 15 Jahre später posthum in die Colorado Ski and Snowboard Hall of Fame aufgenommen. Wegemanns älterer Bruder Paul startete als Nordischer Kombinierer und wurde 1998 ebenfalls in die Hall of Fame aufgenommen. Keith Wegemanns Tochter Katherine Kelly Lang wurde als Schauspielerin bekannt.